# Myrtil de Chio
Maniola chia
Espèce
Statut de conservation UICN

 NT  : Quasi menacé
Le Myrtil de Chio (Maniola chia) est une espèce d'insectes lépidoptères (papillons) de la famille des Nymphalidae à la sous-famille des Satyrinae et au genre Maniola.

## Systématique
L'espèce Maniola chia a été décrite par George Thomson en 1987.

## Noms vernaculaires
Le Myrtil de Chio se nomme Μανίολα της Χίου en grec.

## Description
Le Myrtil de Chio  est un petit papillon tout à fait semblable au Myrtil : il présente un dimorphisme sexuel le dessus du mâle est marron, celui de la femelle est orange bordé d'une large bande marron, les deux sexes avec un ocelle noir pupillé de blanc à l'apex des antérieures.
Le revers des antérieures est orange bordé d'une large bande marron, avec un ocelle noir pupillé de blanc à l'apex, celui des postérieures est d'un marron clair terne.

## Biologie

### Période de vol et hivernation
Il vole en une génération, de  mai à septembre.

### Plantes hôtes
Ses plantes hôtes sont diverses graminées.

## Écologie et distribution
Il est présent dans les iles de Chio et de Oinousia dans la mer Égée.

### Biotope
Il fréquente les milieux rocheux herbus.

### Protection
Il ne bénéficie pas de statut de protection particulier.